# Fregetta
Fregetta är ett fågelsläkte i familjen havslöpare inom ordningen stormfåglar. Släktet omfattar fyra arter som häckar på öar på södra halvklotet, från subantarktiska öar till Juan Fernandezöarna och Polynesien i norr:
- Vitbukig havslöpare (F. grallaria)
- Maorihavslöpare (F. maoriana)
- Nyakaledonienhavslöpare (F. lineata) – nyligen erkänd art
- Svartbukig havslöpare (F. tropica)